# Stéphane Chaudesaigues
Stéphane Chaudesaigues (Versailles, 1968) è un artista francese.

## Biografia
Stéphane Chaudesaigues è un artista tatuatore nato nel 1968. La sua fama in qualità di ritrattista è internazionale. Lavora a Parigi nel  suo studio ed è inoltre un membro dell'Associazione Nazionale Artisti Tatuatori (S.N.A.T. - Syndicat national des artistes tatoueurs).
Stéphane Chaudesaigues si interessa all'arte del tatuaggio alla fine del suo percorso scolastico.
Dopo aver provato a più riprese, senza successo, ad apprendere quest'arte con l'aiuto di tatuatori professionisti decide di formarsi e di affinare da solo le sue conoscenze  artistiche. Il suo approccio al tatuaggio si basa su libri sulla tecnica dei grandi maestri della pittura. In questo modo Stéphane Chaudesaigues acquisisce solide fondamenta che lo portano a creare un nuovo stile pittorico nell'universo del tatuaggio.
Nel 1987, Stephane Chaudesaigues, con l'aiuto di suo fratello Patrick Chaudesaigues (artista tatuatore famoso, pittore, scultore e creatore di macchinette per tatuaggi) apre il suo primo negozio ad Avignone (nel dipartimento del Vaucluse) che porta il nome di “Art Tattoo”.
Nel 1989, “Art Tattoo” cambia nome in “Graphicaderme” e col passare del tempo vanterà ben otto studi in Francia.
Sicuro delle proprie conoscenze artistiche, Stéphane Chaudesaigues decide di attraversare l'Atlantico per mostrare il suo lavoro ai tatuatori americani, in particolare durante una convention dedicata ai tatuaggi nel New Jersey, diventando così un tatuatore riconosciuto a livello internazionale.
Collabora con tatuatori di grande calibro: Shane O'Neill, Nikko Hurtado, Tim Kern, Dan Marshall, Liorcifer, Bugs, Tony Ciavarro, Carson Hill, Mike Demasi, Mike Devries, Joshua Carlton, Lukas Zpira, Satomi e James Kern, che disse di Stéphane Chaudesaigues:
“È per questa ragione che sono venuto a Parigi. Il mio approccio all'arte del tatuaggio francese è stato limitato, ma ho notato la presenza di artisti talentuosissimi. Stéphane Chaudesaigues, di cui vedevo le opere nelle riviste statunitensi mentre stavo imparando a tatuare, resta una delle mie ispirazioni maggiori. Creo che Stephane abbia influenzato la maggior parte degli artisti che realizzano oggi dei ritratti foto-realistici a colori. È stato il primo artista ad evadere i classici outlines con lo scopo di ottenere un risultato che sia più vicino a un'opera d'arte piuttosto che a un semplice tatuaggio.”
Nel 1995, l'americana National Tattoo Association (N.T.A.) dichiara Stéphane Chaudesaigues “artista dell'anno".
Nel 2005, lo si vede manifestare con l'Associazione S.N.A.T. (Syndicat national des artistes tatoueurs) di fronte al Ministero della Salute a Parigi.
Nel 2006 apre uno studio a Parigi nel quartiere del Marais, « L'Atelier 168 - La Bête Humaine ».

## Collaboratori
Tra i collaborati che lavorano con Stéphane Chaudesaigues, possiamo citare David Coste, Pierre-Gilles Romieu, e suo figlio Steven Chaudesaigues.
In un contesto artistico completamente diverso, Stéphane ha anche collaborato con il pittore e artista Léon Zanella. In stretta collaborazione con uno dei più prestigiosi fabbricanti di scarpe al mondo, John Lobb, Stéphane Chaudesaigues ha co-creato un paio di scarpe che incarnano la città di Parigi.

## Stampa
Il nome di Stéphane Chaudesaigues appare più volte in articoli francesi e stranieri. Citiamo per esempio il libro Customizing the body: the art and culture of tattooing che descrive gli inizi dello stile realistico negli anni '90 grazie ai due pionieri del tatuaggio francese che portano il nome di Tin-tin e Stéphane Chaudesaigues.
In un articolo pubblicato su L'Express riportante gli indirizzi dei migliori tatuatori, Stéphane Chaudesaigues afferma la sua inclinazione per lo stile realistico.
Sono molte le riviste specializzate nel mondo del tatuaggio, o addirittura della musica, a pubblicare articoli sul suo lavoro: Tatouage Magazine gli dedica la copertina e un articolo nel n° 2 - novembre/dicembre 1997/gennaio 1998, Skin-deep n° 161, Rise n° 3 ott/nov/dic 2008, n° 9, Hard-rock Magazine n° 25 - agosto/settembre 2009, Prick Magazine, dove si vede Steven Chaudesaigues con uno dei numerosi trofei riportati dal padre.
Il 2011 è l'anno dell'uscita della rivista Inked Magazine, che dedica il suo primo numero a Stéphane Chaudesaigues e al suo percorso atipico.

## Chaudesaigues Award
Come Eusèbe Joseph Adolphe Chaudesaigues, Cavaliere della Legion d'Onore (Chevalier de la Légion d'Honneur), un antenato di Stéphane e Patrick Chaudesaigues, e fondatore del premio Chaudesaigues alla Scuola delle Belle Arti di Parigi, i due fratelli hanno creato il Chaudesaigues Award. Il premio creato da Eusèbe Joseph Adolphe Chaudesaigues viene riportato, tra gli altri, da Léon Jaussely, architetto e urbanista francese e Pierre Louis Bénouville.
Il Chaudesaigues Award viene conferito per la prima volta in 2012 durante la convention "Best Of The Midwest" organizzato da Shane O'Neill, il 10-11 e 12 febbraio a Council Bluffs, Iowa, USA.
Il Chaudesaigues Award premia il percorso e l'orientamento artistico di un tatuatore.
Questo trofeo è conferito durante una convention internazionale. Nel 2012 la giuria raggruppa degli artisti tatuatori internazionali di gran calibro quali Nikko Hurtado, Shane O'Neill, Boris, Andréa Afferni nonché membri onorari prestigiosi come Victor Portugal, Alex De Pase, Pedro Alvarez, Signora Vyvyn Lazonga, Brian Everett, Goethe, Aaron Bell, Carlos Torres, Joe Capobianco e Bob Tyrell. Il Chaudesaigues Award 2012 è stato conferito a James Kern.
Vincitore 2012 : James Kern.
Vincitore 2013 : Matteo Pasqualin.

## World Wide Tattoo Conference
Grande convention internazionale del tatuaggio. Nel 2012, Stéphane Chaudesaigues parteciperà alla prima conferenza internazionale della comunità del tatuaggio dove tatuatori internazionali quali Bob Tyrrell, Guy Aitchison e Joe Capobianco assistono a seminari trattando delle diverse competenze tecniche allo scopo di aiutare i tatuatori a migliorare il loro livello. Durante lo stesso anno, la World Wide Tattoo Conference si svolge a Chicago e Londra.

## Associazione “Tatouage et Partage”
Per Stéphane Chaudesaigues, l'anno 2012 è stata ricco di progetti e realizzazioni: il Chaudesaigues Award e la convention Festival du Tatouage (gli incontri internazionali del tatuaggio nella città di Chaudes-Aigues). In seguito, la creazione dell'associazione "Tatouage et Partage", il cui scopo è dispensare seminari a tatuatori che vogliono migliorare le loro conoscenze e le tecniche del mestiere. Questi seminari sono diretti da tatuatori di fama internazionale quali Nikko Hurtado, Shane O'Neill, Bob Tyrell.